# Anatolie Popușoi
Anatolie Popușoi (n. 3 aprilie 1949, Țiplești, raionul Sîngerei, RSS Moldovenească, URSS) este un agronom și politician din Republica Moldova. Deține funcția de președinte al Partidului Agrar din Moldova. 
În trecut, a fost deputat în Parlamentul Republicii Moldova în patru legislaturi.